# Готтштейн, Райнер
Райнер Готтштейн (нем. Reiner Gottstein; 10 августа 1910, Райхенберг, Австро-Венгрия — 13 февраля 1945 под Будапештом) — оберштурмбаннфюрер СС, командир полиции безопасности и СД в Будапеште.

## Биография
Райнер Готтштейн родился 10 августа 1910 года в семье медика. После смерти отца семья переехала в Германию и поселилась в Берлине. Там Готтштейн посещал гимназию, где в 1929 году сдал экзамены на аттестат зрелости. Впоследствии изучал право и в сентябре 1933 года сдал экзамен на аттестат зрелости. В 1933 году был зачислен в ряды СС (№ 219699). С 1934 года был референтом в правовом отделе в оберабшните СС «Восток». 1 мая 1937 года вступил в НСДАП (билет № 5062634). В 1937 году был переведён в полицию безопасности, а с февраля 1938 года служил в гестапо и в ноябре того же года был принят в аппарат тайной государственной полиции. Последующие четыре года работал в Главном управлении имперской безопасности. С 1 марта 1941 года был начальником отдела II D 1  (радио-, фото- и кинослужба) в управлении II (административные, правовые и финансовые вопросы). Готтштейн также принадлежал к группе Вальтера Рауффа, которая отвечала за создание газвагенов. Летом 1943 года стал заместителем начальника гестапо в Дюссельдорфе. В марте 1944 года был отправлен в Венгрию: Готтштейн возглавил айнзацкоманду в Кошице, а позже отделение полиции безопасности и СД в Мишкольце. В конце июля 1944 года (по другим данным, в августе 1944) стал командиром полиции безопасности и СД в Будапеште. В конце декабря 1944 года когда советские и румынские войска захватили город, Готтштейн выступал за уничтожение оставшихся 12 000 евреев. 30 января 1945 года ему было присвоено звание оберштурмбаннфюрера СС и через неделю был награждён Рыцарским крестом Железного креста. Незадолго до освобождения Будапешта погиб в бою в 20 километрах к северо-западу от города под Тёком.